# Thamnus
Thamnus es un género con una sola especie, Thamnus multiflorus, de plantas de flores perteneciente a la familia Ericaceae. 
Está considerado un sinónimo del género Erica.